# Благовещенская, Лариса Дмитриевна
Лари́са Дми́триевна Благове́щенская (род. 18 марта 1943, Свердловск) — советский и российский музыковед-кампанолог, специалист по русскому колокольному звону, кандидат искусствоведения. Руководила школой звонарей при Новосибирском Свято-Макарьевском православном богословском институте; на 2018 год — постоянный действующий консультант Сибирского центра колокольного искусства Новосибирской митрополии и главный редактор газеты «Сибирская звонница».

## Биография
В 1972 году окончила теоретическое отделение Новосибирской консерватории (класс Я. Н. Файна, дипломная работа — «Колокольный звон и его претворение в русской музыке»). Подготовила публикацию в ежегоднике «Памятники культуры. Новые открытия» за 1977 год рукописи К. К. Сараджева, состоящие из нотных записей 317 звуковых спектров московских колоколов. Защитила кандидатскую диссертацию по теме «Колокольня с подбором колоколов и колокольный звон в России».
Консультировала православные храмы по вопросам восстановления звонниц. В 1997 году организовала школу звонарей; для практических занятий использовалась звонница новосибирского храма Михаила Архангела. Также организовала в Новосибирской филармонии цикл концертов «Звоны России», ставший традиционным, и фестивали колокольного искусства.

## Публикации
- О колокольной ономастике // IV Конгресс этнографов и антропологов России (Нальчик, 20—23 сентября 2001 г.). Тезисы докладов. — М.: ИЭА РАН, 2001. — С. 170. — ISBN 5-201-14628-7.
- Колокола : ст. прошлых лет. — Новосибирск: Книжица, 2006. — 91 с. — ISBN 5-86089-086-9.
- Былое и думы, или как это было : Колокола. — Новосибирск: [б. и.], 2008. — 133 с.